# Die Sechsunddreißig weiblichen Unsterblichen der Dichtkunst
Sechsunddreißig weibliche Unsterbliche der Dichtkunst (japanisch 女房三十六歌仙 Nyōbō Sanjūrokkasen) ist die Bezeichnung einer Liste von herausragenden Dichterinnen, die Hofdamen waren. Die Zusammenstellung der Liste erfolgte in der Mitte der Kamakura-Zeit (1185–1333).
Weil von den meisten Dichterinnen nicht der eigentliche Name bekannt war, wurden sie teils über ihren Titel, den Titel ihres Ehemannes oder Vaters oder über ihre Verwandtschaftsbeziehungen benannt (als Notname):
1. Ono no Komachi (小野小町)
2. Ise (伊勢)
3. Nakatsukasa (中務)
4. Kishi Joō (徽子女王)
5. Ukon (右近)
6. Fujiwara no Michitsuna no Haha (藤原道綱母)
7. Uma no Naishi (馬内侍)
8. Akazome Emon (赤染衛門)
9. Izumi Shikibu (和泉式部)
10. Kodai no Kimi (三条院女蔵人左近)
11. Murasaki Shikibu (紫式部)
12. Koshikibu no Naishi (小式部内侍)
13. Ise no Taifu (伊勢大輔)
14. Sei Shōnagon (清少納言)
15. Daini no Sanmi (大弐三位)
16. Takashina no Kishi (高階貴子)
17. Yūshi Naishinnō-ke no Kii (祐子内親王家紀伊)
18. Sagami (相模)
19. Shikishi Naishinnō (式子内親王)
20. Kunai-kyō (宮内卿)
21. Suō no Naishi (周防内侍)
22. Fujiwara no Toshinari no Musume (藤原俊成女)
23. Taiken Mon’in no Horikawa (待賢門院堀河)
24. Gishū Mon’in no Tango (宜秋門院丹後)
25. Kayō Mon’in no Echizen (嘉陽門院越前)
26. Nijō-in no Sanuki (二条院讃岐)
27. Kojijū (小侍従)
28. Gotoba-in no Shimotsuke (後鳥羽院下野)
29. Ben no Naishi (弁内侍)
30. Go-Fukakusa-in no Shōshō no Naishi (後深草院少将内侍)
31. Impu Mon’in no Taifu (殷富門院大輔)
32. Tsuchimikado-in no Kosaishō (土御門院小宰相)
33. Hachijō-in no Takakura (八条院高倉)
34. Fujiwara no Chikako (藤原親子)
35. Shikiken Mon’in no Mikushige (式乾門院御匣)
36. Sōheki Mon’in no Shōshō (藻壁門院少将)